# Tarletonbeania crenularis
Tarletonbeania crenularis és una espècie de peix de la família dels mictòfids i de l'ordre dels mictofiformes.

## Morfologia
- Els mascles poden assolir 12,7 cm de longitud total.
- Nombre de vèrtebres: 39-42.
- Aleta adiposa petita.[6]

## Reproducció
És ovípar amb larves i ous planctònics.

## Alimentació
Menja eufausiacis.

## Depredadors
És depredat per Stenella attenuata i, als Estats Units, per Thunnus alalunga i Sebastes entomelas.

## Hàbitat
És un peix marí i d'aigües profundes que viu entre 0-710 m de fondària.

## Distribució geogràfica
Es troba al Pacífic oriental: des del sud-est d'Alaska fins a Mèxic, incloent-hi el Golf d'Alaska i la Mar de Bering.